# پیر بنگتسون
پیر بنگتسون (انگلیسی: Pierre Bengtsson؛ زادهٔ ۱۲ آوریل ۱۹۸۸) بازیکن فوتبال اهل سوئد است.
از باشگاه‌هایی که در آن بازی کرده‌است می‌توان به باشگاه فوتبال اسکیلستونا، باشگاه فوتبال کپنهاگن، باشگاه فوتبال نورشلان، باشگاه فوتبال ای‌آی‌کی، و باشگاه فوتبال ماینتس ۰۵ اشاره کرد.
وی همچنین در تیم‌های ملی فوتبال زیر ۲۱ سال سوئد، و سوئد بازی کرده‌است.